# Mesnil-Clinchamps
Mesnil-Clinchamps är en kommun i departementet Calvados i regionen Normandie i norra Frankrike. Kommunen ligger i kantonen Saint-Sever-Calvados som ligger i arrondissementet Vire. År 2018 hade Mesnil-Clinchamps 952 invånare.

## Befolkningsutveckling
Antalet invånare i kommunen Mesnil-Clinchamps
Referens:INSEE